# Kosmas Gkezos
Kosmas Gkezos (in greco Κοσμάς Γκέζος?; Atene, 15 agosto 1992) è un calciatore greco, difensore dell'Athens Kallithea.

## Carriera
Cresciuto nel settore giovanile del Paniōnios, ha esordito in prima squadra il 22 aprile 2012, disputando l'incontro di Souper Ligka Ellada perso 2-0 in trasferta contro l'Asteras Tripolīs. Non riuscendo a trovare spazio, tra il 2013 e il 2014 ha giocato in prestito prima all'Acharnaïkos, in terza divisione, e successivamente al Glyfada, in seconda divisione. Rientrato da quest'ultimo prestito, nella stagione 2014-2015 è riuscito a trovare maggiore continuità, ma al termine del campionato è stato svincolato. Nel febbraio del 2016 ha firmato per l'Akropolis, formazione che rappresenta la comunità greca in Svezia e che milita nella terza divisione locale. Dopo tre stagioni, nel febbraio del 2019 è stato acquistato dall'Austria Klagenfurt, con cui ha ottenuto la promozione in prima divisione al termine della stagione 2020-2021.

## Statistiche

### Presenze e reti nei club
Statistiche aggiornate al 15 maggio 2022.
| Stagione        | Squadra            | Campionato      | Campionato | Campionato | Coppe nazionali | Coppe nazionali | Coppe nazionali | Coppe continentali | Coppe continentali | Coppe continentali | Altre coppe | Altre coppe | Altre coppe | Totale | Totale |
| Stagione        | Squadra            | Comp            | Pres       | Reti       | Comp            | Pres            | Reti            | Comp               | Pres               | Reti               | Comp        | Pres        | Reti        | Pres   | Reti   |
| --------------- | ------------------ | --------------- | ---------- | ---------- | --------------- | --------------- | --------------- | ------------------ | ------------------ | ------------------ | ----------- | ----------- | ----------- | ------ | ------ |
| 2011-2012       | Paniōnios          | SL              | 1          | 0          | CG              | 0               | 0               |                    | -                  | -                  |             | -           | -           | 1      | 0      |
| 2012-2013       | Acharnaïkos        | FL2             | 12         | 1          | CG              | 0               | 0               |                    | -                  | -                  |             | -           | -           | 12     | 1      |
| 2013-2014       | Glyfada            | FL              | 11         | 2          | CG              | 1               | 0               |                    | -                  | -                  |             | -           | -           | 12     | 2      |
| 2014-2015       | Paniōnios          | SL              | 9          | 0          | CG              | 6               | 0               |                    | -                  | -                  |             | -           | -           | 15     | 0      |
| 2016            | Akropolis          | D1              | 23         | 3          | CS              | 1               | 0               |                    | -                  | -                  |             | -           | -           | 24     | 3      |
| 2017            | Akropolis          | D1              | 21         | 0          | CS              | 2               | 1               |                    | -                  | -                  |             | -           | -           | 23     | 1      |
| 2018            | Akropolis          | D1              | 9          | 1          | CS              | 1               | 0               |                    | -                  | -                  |             | -           | -           | 10     | 1      |
| feb.-giu. 2019  | Austria Klagenfurt | 1L              | 14         | 3          | CA              | -               | -               |                    | -                  | -                  |             | -           | -           | 14     | 3      |
| 2019-2020       | Austria Klagenfurt | 1L              | 26         | 2          | CA              | 1               | 0               |                    | -                  | -                  |             | -           | -           | 27     | 2      |
| 2020-2021       | Austria Klagenfurt | 1L              | 28         | 5          | CA              | 4               | 0               |                    | -                  | -                  |             | -           | -           | 32     | 5      |
| 2021-2022       | Austria Klagenfurt | BL              | 15         | 0          | CA              | 2               | 0               |                    | -                  | -                  |             | -           | -           | 17     | 0      |
| Totale carriera | Totale carriera    | Totale carriera | 169        | 17         |                 | 18              | 1               |                    | -                  | -                  |             | -           | -           | 187    | 18     |